# غريغوري دوران
غريغوري دوران (بالإنجليزية: Gregory Doran)‏ (و. 1958  م) هو ممثل، ومؤلف، وكاتب، وممثل مسرحي، وممثل تلفزي بريطاني، ولد في هدرسفيلد.

## التعليم
تعلم في جامعة برستل، وتعلم في مدرسة بريستول أولد فيك المسرحية
.

## جوائز
حصل على جوائز منها:
- نيشان الفنون والآداب من رتبة قائد (17 يناير 2013)[6]
- جائزة المنافسة العامة  [لغات أخرى]‏ (1946)

## وصلات خارجية
- غريغوري دوران على موقع IMDb (الإنجليزية)
- غريغوري دوران على موقع ألو سيني (الفرنسية)
- غريغوري دوران على موقع أول موفي (الإنجليزية)
- غريغوري دوران على موقع قاعدة بيانات الأفلام السويدية (السويدية)
- غريغوري دوران على موقع قاعدة بيانات الفيلم (الإنجليزية)
- غريغوري دوران على موقع كينوبويسك (الروسية)